# Sonate pour harpe de Hindemith
Pour les articles homonymes, voir Sonate pour harpe.
La Sonate pour harpe est une œuvre de Paul Hindemith composée en 1939.

## Présentation
La Sonate pour harpe seule fait partie des six sonates pour divers instruments composées par Hindemith en 1939 et date de la période de maturité du compositeur,.
Pour Harry Halbreich, c'est une œuvre « harmonieuse et consonante ».
La partition, qui est dédiée à la harpiste Clelia Gatti-Aldrovandi, est publiée par Schott.

## Structure
La Sonate, d'une durée moyenne d'exécution de onze minutes environ, comprend trois mouvements :
1. Mäßig schnell, mouvement modéré, à 
 ;
2. Lebhaft, mouvement vif, à 
 ;
3. Lied « Ihr Freunde, hänget » (L. H. Chr. Hölty) – Sehr langsam, mouvement lent, à 
, inspiré d'un poème de Ludwig Hölty[4],[2] :

« Ihr Freunde, hänget, wann ich gestorben bin,
die kleine Harfe hinter dem Altar auf,
wo an der Wand die Totenkränze
manches verstorbenen Mädchens schimmern [...] »
« Mes amis, quand je ne serai plus là,
Accrochez ma petite harpe derrière l’autel
Où chatoient sur les murs
Les gerbes de nombreuses jeunes filles mortes [...] »
Au sein de l’œuvre, « tous les registres de l'instrument y sont exploités avec efficacité. Écriture sans surcharge. Les basses vibrent longuement, étoffent le discours musical qui se poursuit, auréolé, dans l'aigu. Sonate d'un lyrisme très germanique, où l'ordre des mouvements se libère de la tradition ».

## Discographie
- Jennifer Swartz : harpe, ATMA Classique ACD2 2265, 2003, Jennifer Swartz (harpe).
- Récital de harpe : C.P.E. Bach, Dussek, Hindemith, Casella & Tailleferre, Harmonia Mundi HMA 1955184, 1987/2008, Isabelle Moretti (harpe).